# Важа-Пшавела (станция метро)
«Ва́жа-Пшаве́ла» (груз. ვაჟა-ფშაველა) — 22-я станция Тбилисского метрополитена, промежуточная 6-я станция, расположенная на Сабурталинской линии (Выход один в южном направлении). Станция названа в честь грузинского писателя и поэта XIX века Важи-Пшавелы. Последняя станция открытая в XX веке

## История
Открыта 2 апреля 2000 года.
Является наиболее приближенной к поверхности земли станцией метро в городе. 
Изначально станция не планировалось конечной, она должна была стать промежуточной на перегоне «Делиси» — «Государственный Университет», однако из за отсутствия финансирования строительство последней было заморожено на долгий срок, и лишь в 2015 году работы возобновились.
Из за этого оборот поездов длительное время осуществлялся по единственному рабочему пути (II), второй (I, ранее служебный) начал использоваться уже после открытия станции «Государственный Университет» 16 октября 2017 года.
Станции «Важа-Пшавела» и «Государственный Университет» являются единственными в тбилисском метрополитене, каждую из которых можно увидеть через туннели с соответствующей станции.

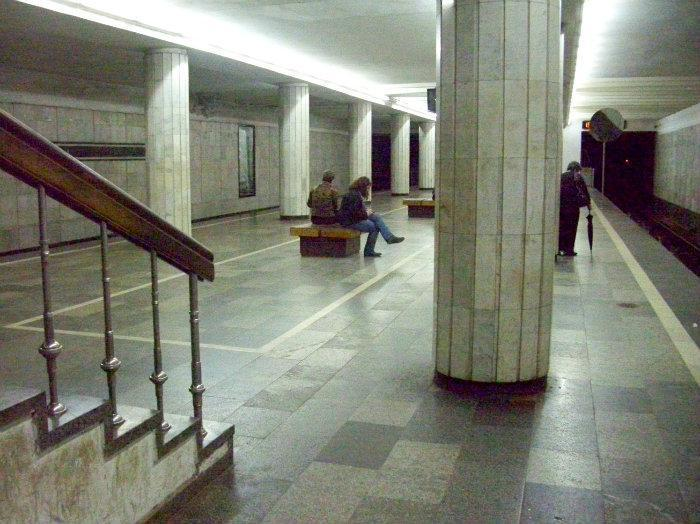